# 田中茂美
田中 茂美（たなか しげみ、1903年〈明治36年〉3月7日 - 1997年〈平成9年〉7月3日）は、昭和から平成時代前期の土木工学者。鉄道官僚。実業家。

## 経歴
白石兵次郎の三男として福岡県遠賀郡に生まれ、のち田中正夫の養子となる。1926年（大正15年）九大土木科卒。鉄道省に奉職し、長野保線事務所長、札鉄局工事課長、新橋保線部長、1943年（昭和18年）門鉄施設部長、1945年（昭和20年）鉄道総局施設局計画課長、1948年（昭和23年）施設局長、1949年（昭和24年）国鉄理事施設局長をへて理事・初代技師長となり、1952年（昭和27年）退職。同年極東鋼弦コンクリート振興、1955年（昭和30年）興和化成、1958年（昭和33年）興和コンクリート各社の社長を務めた。1959年（昭和34年）土木学会会長、1966年（昭和41年）プレストレストコンクリート工業協会会長を歴任した。墓所は多磨霊園。